# Barna Anci
Barna Anci, Braun Anna (Szentjobb, 1902. január 17. – Budapest, 1987. május 10.) magyar színésznő, Misoga László színész felesége.

## Életútja
Nagyváradon tanult Hetényi Elemér színiiskolájában, majd 1923–24-ben a nagyváradi színházban játszott. 1924–25-ben Szendrey Mihálynál, 1925–27-ben Fekete Mihálynál lépett színpadra, majd 1928-tól 1931-ig Debrecenben, 1931–32-ben Szegeden, 1932-től 1934-ig Miskolcon működött. 1934-ben a Komédia Orfeumhoz szerződött, 1945-től a Vidám Varieté, majd a Kamara Varieté tagja volt. 1951–52-ben az Állami Faluszínháznál játszott, 1957 és 1966 között a Vidám Színpadon lépett fel. Férje Misoga László színész volt.

## Fontosabb szerepei
- Daisy (Gilbert: Marinka, a táncosnő)
- Lia Lotti (Lestyán S.–Vaszary J.: Potyautas)
- Elmira (Molière: Tartuffe)
- Hatóné (Urbán E.: Tűzkeresztség)

## Filmszerepei
- Pepita kabát (1940) – Sötéthné, színésznő
- Tóparti látomás (1940) – egykori szanatóriumi beteg
- Vissza az úton (1940) – Ria szobalánya
- A szerelem nem szégyen (1940) – Házy Margit barátnője
- Balkezes angyal (1940-41) – Magda, virágbolti eladónő
- A kegyelmes úr rokona (1941) – Dr. Czigán József vezérigazgató titkárnője